# فارناک دوم (ساتراپ فریگیه)
فارناک دوم (به پارسی باستان: 𐎳𐎠𐎼𐎴𐎣؛ نویسه‌گردانی: *Farnaka-؛ زبان یونانی باستان: Φαρνάκης؛ نویسه‌گردانی: Pharnákēs)، چهارمین حکمران از دودمان فارناکیان و از حکمرانان محلی ساتراپ فریگیه هلسپونت از سال ۴۳۰ تا ۴۲۲ پیش از میلاد در زمان شاهنشاهی هخامنشی ایران بود.

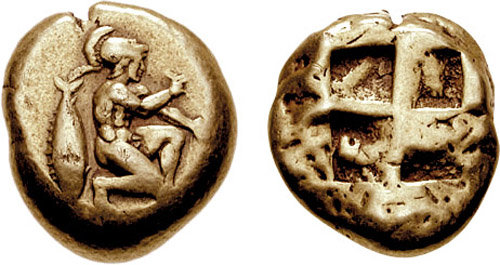
سکه ضرب‌شده فریگیه هلسپونت در زمان فارناک دوم، سیزیک، میسیا، حدود ۴۶۰–۴۰۰ پیش از میلاد

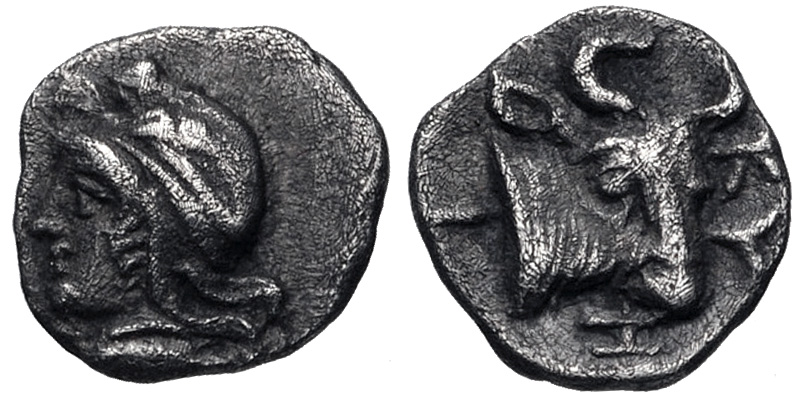
سکه ضرب‌شده فریگیه هلسپونت در زمان فارناک دوم، سیزیک، میسیا، حدود ۴۵۰–۴۰۰ پیش از میلاد

وی پسر ساتراپ فارناباز یکم و نوه آرتاباز یکم فرزند فارناک یکم (پسر آرشام)، برادر کوچکتر ویشتاسپ (پدر داریوش یکم هخامنشی) پسر آرشام بود.
فارناک دوم یا پس از مرگ پدرش، فارناباز یکم، یا مستقیماً پس از مرگ پدربزرگش آرتاباز یکم به عنوان ساتراپ تعیین شد. پسرش فارناباز دوم جانشین وی شد.
محل حکمرانی فارناکی‌ها، فریگیه هلسپونت در نزدیکی شهر کنونی ارگیلی (Ergili) ترکیه بود.

## دودمان فارناکیان
حکمرانان دودمان فارناکیان و زمان خدمتشان به ترتیب عبارتند از:
- فارناک یکم (۵۵۰–۴۹۷ پیش از میلاد)
- آرتاباز یکم (۴۸۰–۴۵۵ پ.م.)
- فارناباز یکم (۴۵۵–۴۳۰ پ.م.)
- فارناک دوم (۴۳۰–۴۲۲ پ.م.)
- فارناباز دوم (۴۲۲–۳۸۷ پ.م.)
- آریوبرزن (۴۰۷–۳۶۲ پ.م.)
- آرتاباز دوم (۳۸۹–۳۲۹ پ.م.)
- فارناباز سوم (۳۷۰–۳۲۰ پ.م.)
- آرسیتس (- پ.م.) آخرین ساتراپ ایرانی فریگیه هلسپونت